# Noues de Sienne
Noues de Sienne is een gemeente in het Franse departement Calvados in de regio Normandië en maakt deel uit van het arrondissement Vire. De gemeente telde 4.236 inwoners op 1 januari 2022.

## Geschiedenis
Noues de Sienne is op 1 januari 2017 ontstaan door de fusie van de gemeenten Champ-du-Boult, Courson, Fontenermont, Le Gast, Le Mesnil-Benoist, Le Mesnil-Caussois, Mesnil-Clinchamps, Saint-Manvieu-Bocage, Saint-Sever-Calvados en Sept-Frères. 

## Geografie
De oppervlakte van Noues de Sienne bedraagt 117,58 vierkante kilometer; Op 1 januari 2022 was de bevolkingsdichtheid 36 inwoners per km².
De onderstaande kaart toont de ligging van Noues de Sienne met de belangrijkste infrastructuur en aangrenzende gemeenten.

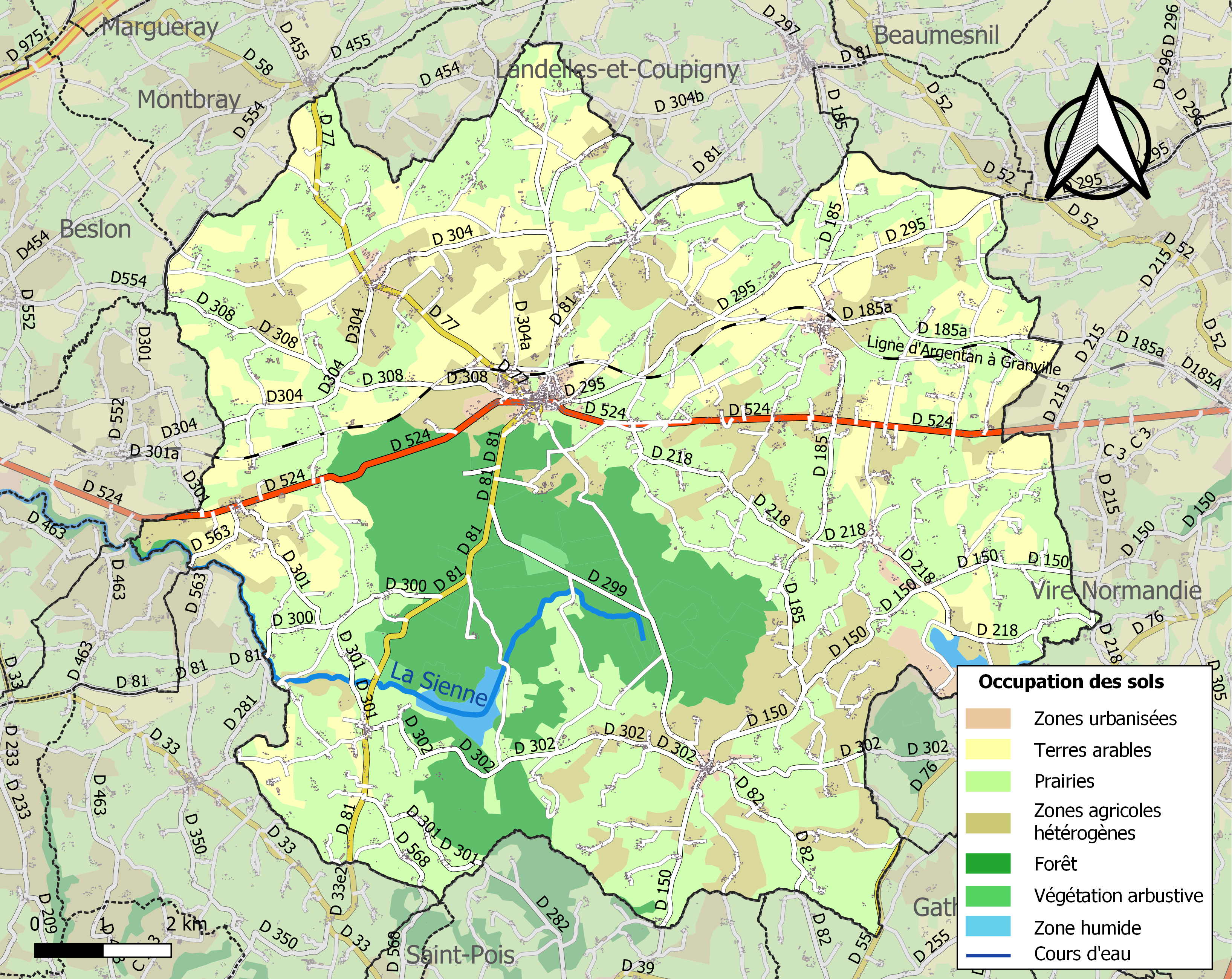

Beaumesnil · Campagnolles · Landelles-et-Coupigny · Le Mesnil-Robert · Noues de Sienne · Pont-Bellanger · Pont-Farcy · Saint-Aubin-des-Bois · Sainte-Marie-Outre-l'Eau · Vire Normandie